# Sinagoga de Tartu

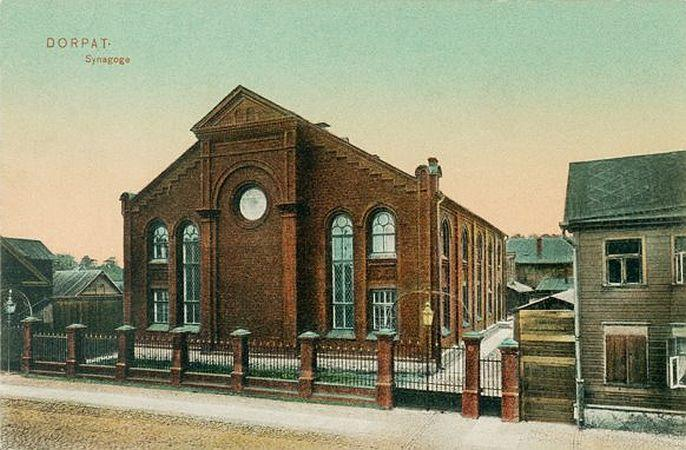
Sinagoga de Tartu num postal

A Sinagoga de Tartu (em estoniano:  Tartu sünagoog) foi uma sinagoga em Tartu, na Estónia.
A sinagoga foi construída em 1903 e foi projetada pelo arquiteto local R. Pohlmann.
A sinagoga foi destruída durante a Segunda Guerra Mundial. Muitos dos itens da sinagoga foram salvos e podem ser vistos no Museu Nacional da Estónia.